# ゼイビア・クックス
ゼイビア・クックス (Xavier Cooks、1995年8月19日 - ) は、オーストラリア出身のプロバスケットボール選手。NBL・シドニー・キングス所属。

## 経歴
NBLチャンピオンシップを2年連続で獲得した。NBLMVPの獲得。また2023年にはグランドファイナル MVPを獲得し活躍した。2023年には一時的にワシントン・ウィザーズに所属していた。
2023年11月21日にB.LEAGUEの千葉ジェッツふなばしと契約を結んだ。千葉ではリーグ戦46試合に出場し、1試合平均14.2得点を達成するなど途中加入ながら主力として活躍し、天皇杯とEASLの優勝も経験した。
2024年5月27日に古巣のシドニー・キングスと3年契約を結んだ。

## 代表としての経歴
2017年、クックスはオーストラリア代表に選ばれ、ユニバーシアード夏季大会の代表チームに選出された。
2019年8月初旬、クックスはFIBA ワールドカップのオーストラリア代表出場選手としての最終選考に残った。しかし、練習中に負った膝の怪我によって大会の辞退を余儀なくされた。
2023年のFIBAワールドカップでは代表として出場した。

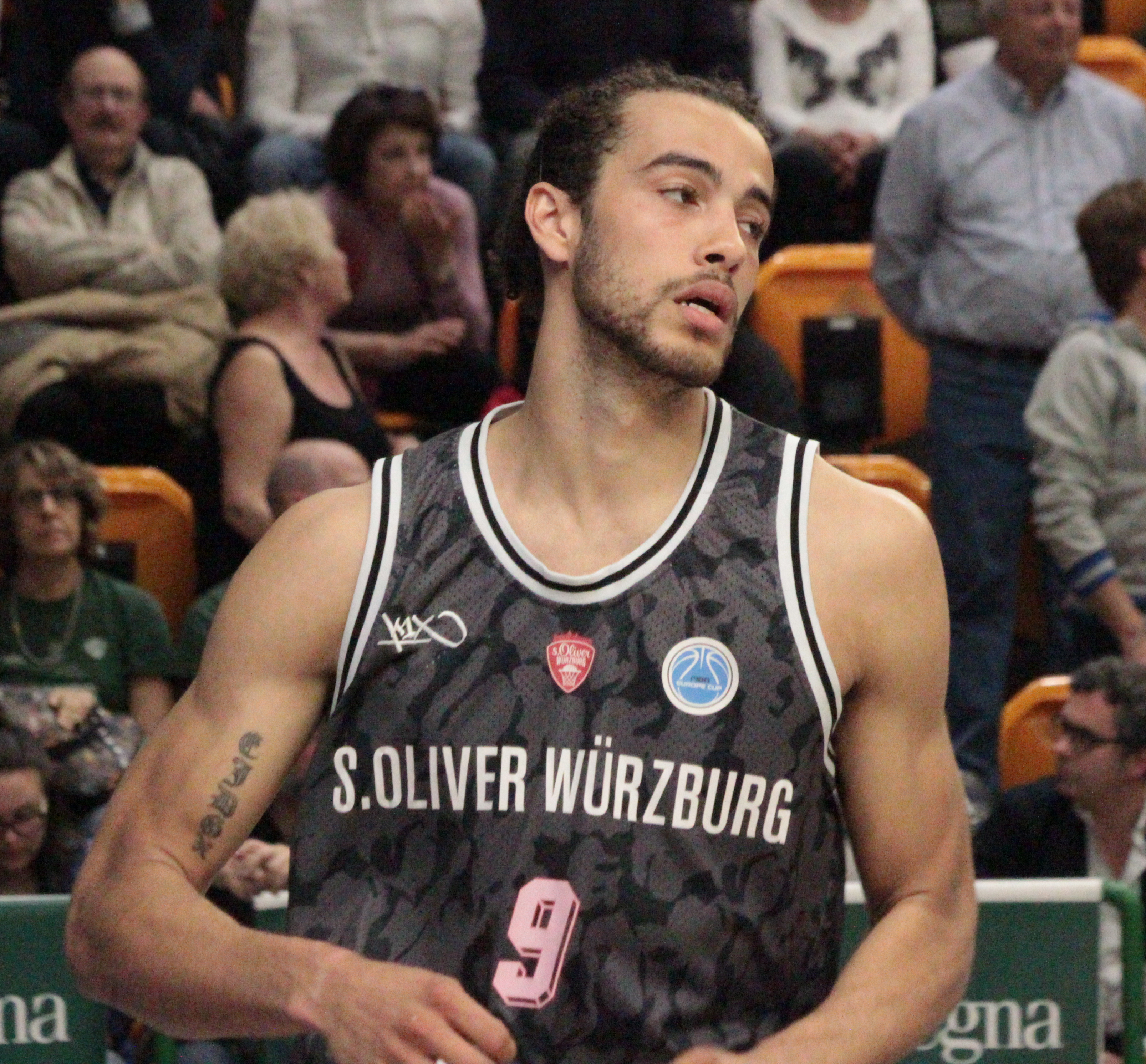
s.オリバー・ヴュルツブルク時代 2019年